# Paulogramma pyracmon
Paulogramma pyracmon é uma borboleta neotropical da família Nymphalidae que se distribui pelo Brasil (Goiás, Pará, Amazonas e Mato Grosso), Bolívia, Peru e Equador. Foi catalogada como Nymphalis pyracmon em 1824. Apresenta, vista por baixo, asas posteriores com coloração predominantemente amarela e marcações similares a um 08 (quando o inseto está voltado para a esquerda) ou 80 (quando o inseto está voltado para a direita). Possui contornos em azul claro na borda das asas anteriores e contornos da mesma tonalidade, margeados de negro, próximos à borda das asas posteriores. A "numeração" também apresenta o interior azul claro. Em vista superior, a espécie apresenta as asas anteriores e posteriores com superfície negra e extensas áreas em vermelho, com subespécies brasileiras apresentando também áreas em azul nas asas posteriores.

## Hábitos
Adultos de Paulogramma pyracmon sugam frutos em fermentação e minerais dissolvidos da terra encharcada, podendo ser encontrados em ambiente de floresta tropical de altitude entre 200 a 800 metros. São geralmente solitários. Possuem voo rápido e poderoso em distâncias curtas.

## Subespécies
Paulogramma pyracmon possui cinco subespécies:
- Paulogramma pyracmon pyracmon - Descrita por Godart em 1824, de exemplar proveniente do Brasil.
- Paulogramma pyracmon peristera - Descrita por Hewitson em 1853, de exemplar proveniente da Bolívia.
- Paulogramma pyracmon pujoli - Descrita por Oberthür em 1916, de exemplar proveniente do Brasil.[11]
- Paulogramma pyracmon isaura - Descrita por Zikán em 1937, de exemplar proveniente do Brasil.[9]
- Paulogramma pyracmon piraya - Descrita por Dillon em 1948, de exemplar proveniente da Bolívia.

## Monotipia do gêneroPaulogramma
Até o início do século XXI o gênero Paulogramma era considerado monotípico, com Paulogramma pyracmon considerada como a única espécie; porém, estudos recentes incluíram cinco novas espécies (antes pertencentes ao gênero Callicore).